# D. B. 쿠퍼

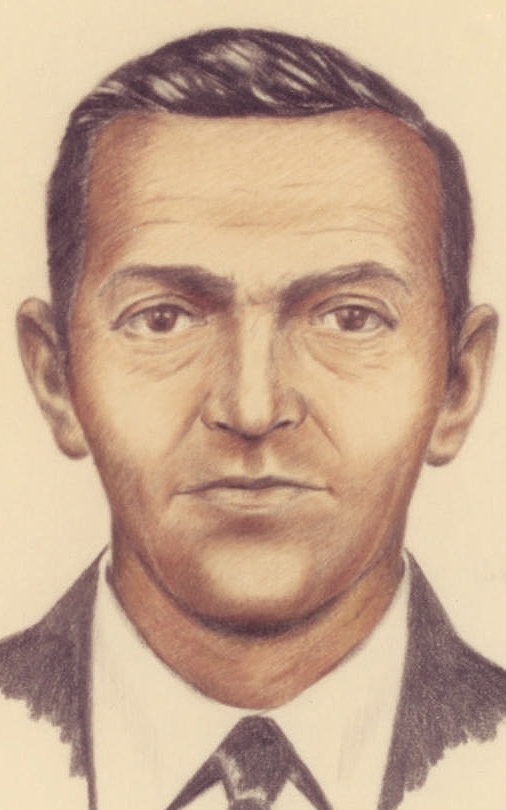
1972년에 FBI가 공표한 쿠퍼의 캐리커처

D. B. 쿠퍼(영어: D. B. Cooper)는 1971년 11월 24일 미국 영공에서 노스웨스트 오리엔트 항공이 운항하는 보잉 727 항공기인 노스웨스트 오리엔트 항공 305편을 납치한 신원 미상 남성에 대한 별명이다. 포틀랜드 국제공항에서 시애틀 터코마 국제공항으로 비행하는 동안 납치범은 승무원에게 자신이 폭탄으로 무장하고 있다고 말하고 몸값으로 20만 달러를 요구했으며 시애틀에 착륙하는 즉시 낙하산 4개를 요청했다. 시애틀에서 납치범은 돈과 낙하산을 받고 승객을 풀어준 뒤에 멕시코시티로 비행을 하라고 지시했지만, 연료 문제로 네바다주 리노로 경유하는 것으로 바꾸었다. 시애틀에서 이륙하고 약 30분 후 납치범은 항공기의 후미 문을 열고 워싱턴 남서부 상공에서 낙하산을 타서 탈출했다. 납치범의 정체는 밝혀지지 않았다. 납치범은 자신을 댄 쿠퍼(Dan Cooper)라고 밝혔지만, 기자의 실수로 인해 D. B. 쿠퍼로 알려지게 됐다.

## 같이 보기
- 미해결 사건
- 괴도